# 移植片対宿主病
移植片対宿主病（いしょくへんたいしゅくしゅびょう、graft versus host disease; GVHD）とは臓器移植に伴う合併症のひとつ。
移植片（グラフト）にとって、レシピエント（臓器受給者）の体は異物である。GVHDとはドナー（臓器提供者）の臓器が、免疫応答によってレシピエントの臓器を攻撃することによって起こる症状の総称である。
混同されることがある病態として、いわゆる拒絶反応がある。拒絶反応はレシピエントの免疫応答によってドナーの移植片が攻撃されることによる合併症の総称であり、GVHDとは、攻撃する側と攻撃される側が反対である。
GVHDは様々な他家臓器移植の後に発生するが、特に免疫組織を直接移植する、造血幹細胞移植（骨髄移植）後や輸血後のものが知られている（GVHDの分類と診断）。

## 造血幹細胞移植後GVHD

### 概念
移植による血液提供者の免疫機構が、受血者の全身組織を攻撃、破壊する疾患である。

### 原因
原因は確立されていない。
急性期には血液提供者のリンパ球(キラーT細胞)が主因と推測されている。慢性期においては、より多くの免疫機能の働きが関与していると推測されている。

### 症状
移植から1～2週間程度で発症する急性GVHDと移植から120日以降に発症する慢性GVHDに分類するが、必ずしも発症時期から分類できる病態ではない。

### 予防
急性期には免疫抑制剤やステロイドが有効であるが、慢性期の予防法は確立されていない。

### 治療と予後
BTK阻害薬、免疫抑制剤やステロイドの継続投与や増量、パルス状投与が試みられている。
これらの薬剤により免疫機能を一時的に抑制することで炎症を抑えるが、免疫機能の適合性が改善するかは不明である。
急性期には、致命率を改善できているが、コントロールできないケースや、これらの薬剤の副作用で合併症状に至って生命が脅かされる場合も少なくない。
慢性期においても免疫抑制剤やステロイドなど投与が試みられ、症状の一部改善が見られる。
しかし、多くの症例で持続もしくは増悪が見られることから、免疫機能の適合性が薬剤や時間経過で改善できているかは不明である。
一般的に長期生存者のQOLは低い傾向がある。

## 輸血後GVHD

### 概念
輸血血液中に含まれる血液提供者のリンパ球が増殖し、受血者の全身組織を攻撃、破壊する疾患である。輸血を伴った術後に激烈なアレルギー様反応を来して死亡する例は昔から知られており「術後紅皮症」とも呼ばれていたが、1980年代から1990年代にかけて原因がほぼ解明され、医療従事者に広く認知されるようになった。
現在では赤血球・血小板など血液の構成成分ごとの輸血が普及し、輸血製剤中のリンパ球は、製剤過程中にほぼ取り除かれているが、それでも少量のリンパ球が製剤中に残存する。通常の場合は輸血血液に含まれるリンパ球と受血者の体組織は、お互いを異物と認識して攻撃し合うが、輸血内のリンパ球は少数であり、前者が後者に勢力で勝ることは通常あり得ない。結局、残存リンパ球は、受血者の免疫応答によって完全に排除される。
しかし、稀に輸血中の残存リンパ球が、受血者の体内で制限を受けず増殖し、ついには受血者の正常な体組織を傷害するに至ることがあり、これを輸血後GVHDと呼ぶ。

### 原因
原因ははっきりとは確立されていないが、以下のようなことが考えられている。
HLAが供血者のHLA型がホモ結合で、かつ受血者と半合一致している。
HLAの一方通行適合(one-way match)と呼ばれる「供血者のリンパ球にとって受血者は異物であるが、受血者にとって供血者の血液を異物として認識できない」状態があり得ることが知られており、このようなケースでは供血者のリンパ球は、受血者の体内で攻撃を受けずに増殖できる。親族間での輸血で発症率が高いことはHLA適合が重要な役割を果たしていることを説明している。
受血者の免疫機能が低下している
輸血後GVHDは、老人や免疫不全時、手術時に高頻度で発生する。ただし以前は受給者が免疫不全状態にある場合にのみ発症すると考えられていたが、現在では免疫正常者にも発症することが知られている。そのため、HLAが類似しない供血者からの輸血時に起こるGVHDはこちらが原因だと考えることができる。

### 症状
輸血から約1～2週間後に発熱や赤斑が現れ、やがて赤斑は全身に及ぶ。さらに下の症状が起こる。
- 発熱
- 発疹
- 下痢
- 肝機能障害
- 顆粒球減少と、それに伴う重篤な日和見感染症
- 血小板減少
- 貧血
- 多臓器不全

これらの症状は激烈かつ難治性であり、ほとんどの場合、骨髄無形成をきたして程なく死亡に至る。多くの症状があるが、急性GVHDの標的は皮膚、消化管、肝臓、慢性GVHDの標的は多臓器に及ぶというイメージで推定は可能である。

### 予防
- 輸血製剤への放射線照射
リンパ球を失活させる方法であり、非常に有効。輸血用製剤はリンパ球除去を行っていても完全に排除することは困難なので採血後2週間以内の非照射血液製剤では輸血後GVHDは起こりえる。
- 自己血輸血を行う
- 近親者間での輸血を避ける
- 輸血を行わない（詳細は無輸血手術）

なお輸血製剤中の分裂能を有するリンパ球は時間とともに減少することから、一般的に新鮮な血液ほどリスクが高いとされる。血液製剤に放射線照射を行えない場合は、新鮮血は避ける。

### 治療と予後
輸血後GVHDは、ひとたび発症すると致死率が非常に高いことで知られ、ほぼ全例が死亡する。増殖したリンパ球が組織内に侵入するため、血漿交換も意味がなく、治療は非常に困難である。シクロスポリンAや骨髄移植で命を救ったわずかな例が報告されているにすぎない。蛋白分解酵素阻害剤が輸血後GVHDに有効であったとの症例報告もある
。